# Trentinara
Trentinara è un comune italiano di 1 566 abitanti della provincia di Salerno in Campania.

## Geografia fisica

### Territorio
Il paese si sviluppa su un costone roccioso a picco sulla sottostante Piana del Sele.
Situato a pochi km da Paestum rientra nel parco nazionale del Cilento e Vallo di Diano.
- Classificazione sismica: zona 2 (sismicità media), Ordinanza PCM. 3274 del 20/03/2003.

### Clima
La stazione meteorologica più vicina è quella di Capaccio. In base alla media trentennale di riferimento 1961-1990, la temperatura media del mese più freddo, gennaio, si attesta a +6,8 °C; quella del mese più caldo, agosto, è di +24,4 °C.
| Capaccio           | Mesi | Mesi | Mesi | Mesi | Mesi | Mesi | Mesi | Mesi | Mesi | Mesi | Mesi | Mesi | Stagioni | Stagioni | Stagioni | Stagioni | Anno |
| Capaccio           | Gen  | Feb  | Mar  | Apr  | Mag  | Giu  | Lug  | Ago  | Set  | Ott  | Nov  | Dic  | Inv      | Pri      | Est      | Aut      | Anno |
| ------------------ | ---- | ---- | ---- | ---- | ---- | ---- | ---- | ---- | ---- | ---- | ---- | ---- | -------- | -------- | -------- | -------- | ---- |
| T. max. media (°C) | 9,9  | 9,9  | 12,6 | 16,0 | 19,8 | 24,3 | 28,7 | 29,2 | 25,4 | 20,9 | 15,8 | 12,0 | 10,6     | 16,1     | 27,4     | 20,7     | 18,7 |
| T. min. media (°C) | 3,7  | 4,0  | 5,7  | 8,6  | 11,7 | 15,6 | 19,1 | 19,6 | 16,5 | 13,0 | 9,1  | 5,9  | 4,5      | 8,7      | 18,1     | 12,9     | 11,0 |

## Storia
L'origine del nome Trentinara deriva probabilmente dalla paga di "3 denari" con la quale venivano retribuiti i soldati romani di guardia a un acquedotto situato sul Monte Vesole (1.210 m s.l.m.). Da fonti storiche si viene a sapere che Trentinara era anche un importante punto strategico utilizzato da guarnigioni romane per controllare dall'attuale piazzetta panoramica l'intera costa pestana.
Nel 76 d.C., proprio a Trentinara avrebbe trovato la morte Spartaco, condottiero della terza guerra servile.
Il feudo di Trentinara fu oggetto di una serie importante di cambiamenti di proprietà, concessioni, espropri e quant'altro. La troviamo per la prima volta citata in un documento del 1092: alcune pievi furono donate da Gregorio di Capaccio e dalla consorte alla chiesa di San Nicola di Capaccio. Già qualche anno prima, nel 1034,  Trentinara era dominio incontrastato di Pandolfo conte di Capaccio, con successiva assegnazione in signoria al figlio Gregorio. I conti di Capaccio la possedettero sino alla metà del secolo XII; il feudo fu poi nel Cinquecento del barone Giulio Cesare Rizzo, e dei Brancaccio, baroni di Giungano. Trentinara appartenne poi a Bernardino Rota (1508-1575), ai Del Giudice, ai Sanseverino, ai De Angelis (fine del Seicento), ai quali venne concesso nel 1710 il titolo di marchesi; essi mantennero il feudo sino all'eversione della feudalità (anno 1806).
Dal 1811 al 1860 ha fatto parte del circondario di Capaccio, appartenente al distretto di Campagna del regno delle Due Sicilie.
Dal 1860 al 1927, durante il Regno d'Italia ha fatto parte del mandamento di Capaccio, appartenente al circondario di Campagna.
Nel settembre 1943, durante le operazioni delle truppe alleate, nell'ambito dello sbarco a Salerno, il paese ha rischiato di essere raso al suolo poiché i tedeschi avevano installato una postazione militare sulla piazzetta panoramica.

## Monumenti e luoghi d'interesse

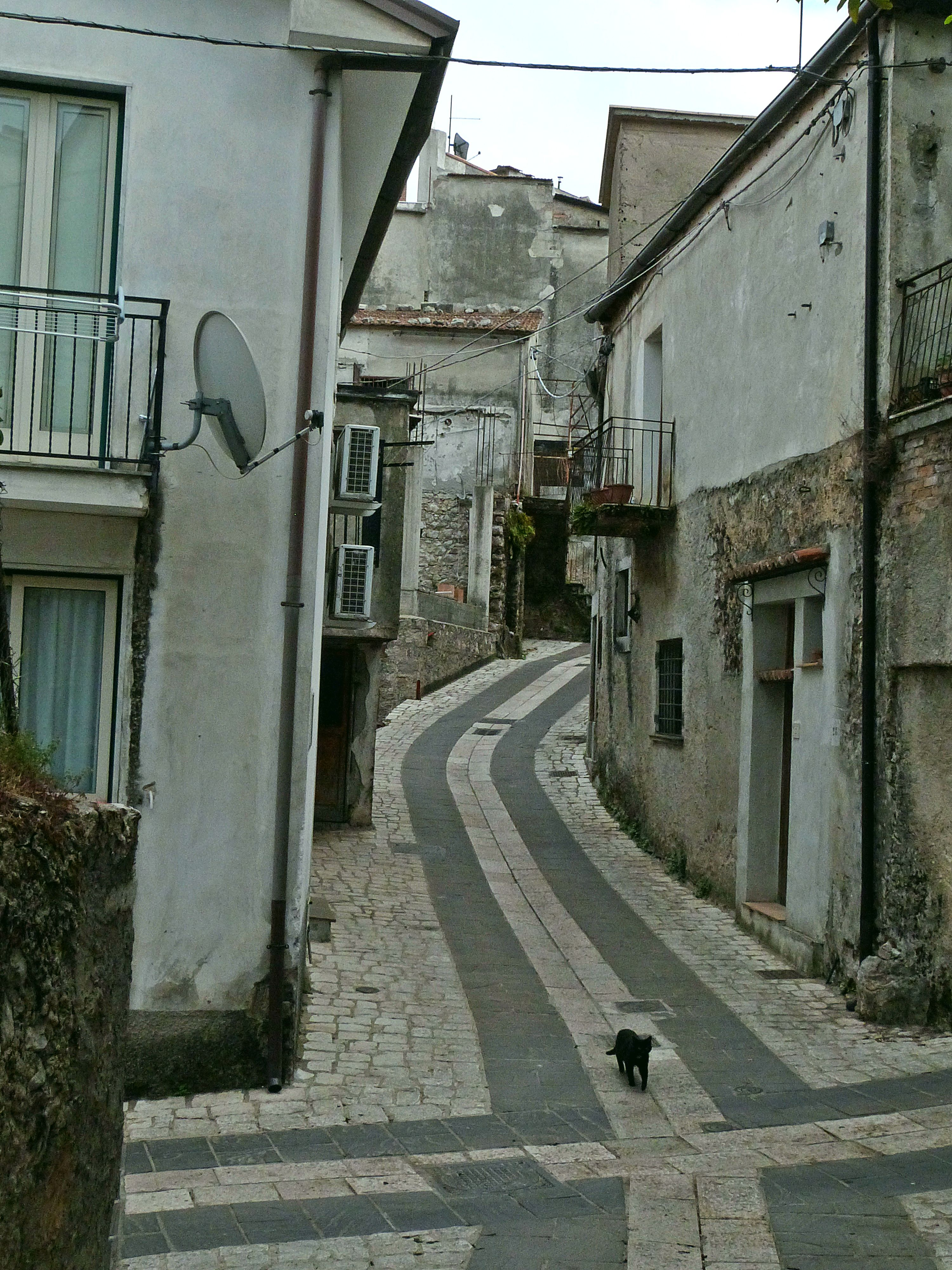
Scorcio del centro storico

### La terrazza del Cilento
Tra le attrazioni turistiche del paese va ricordata la piazzetta panoramica, denominata la "terrazza del Cilento", poiché è possibile godere di un ampio panorama che abbraccia tutta la Piana del Sele, gli scavi archeologici di Paestum, tutto il golfo di Salerno, dalla baia di Agropoli alla costiera amalfitana, fino a vedere l'isola di Capri.

### La via dell'amore e la preta 'ncatenata
Da visitare anche la via dell'amore, che dalla piazza principale conduce alla Terrazza del Cilento, lungo la quale si possono notare maioliche dipinte a mano dal professor Sergio Vecchio e che riportano frasi celebri sull'amore, selezionate dal giornalista di origini trentinaresi, professor Giuseppe Liuccio. Alla fine del sentiero, la preta 'ncatenata, così chiamata in quanto consistente in due macigni incastonati tra di loro che rievoca l'abbraccio di due giovani - Saul e Isabella - i quali, secondo la leggenda, non potendo vivere pienamente il loro legame (figlia del marchese lei, capo brigante lui) si lanciarono nel vuoto dalla rupe in nome del loro amore contrastato.

### Chiesa di San Nicola
Tra i vari luoghi caratteristici una menzione particolare spetta alla chiesa di San Nicola, risalente all'XI secolo e ormai sconsacrata, adibita a museo dell'artigianato.

## Società

### Evoluzione demografica
Al 31 dicembre 2007 i residenti sono 1.719, dei quali 843 maschi e 876 femmine.
Abitanti censiti

### Tradizioni e folclore

#### Festa del pane
Tra le altre manifestazioni, negli ultimi anni ha preso importanza la "festa del pane" che si svolge ogni anno il 16 agosto nella zona antica del paese. Nel 2022 si è tuttavia tenuto in luglio.

## Economia
L'economia si basa soprattutto sull'agricoltura, in particolar modo sulla coltivazione di ulivi e vigneti, e sul turismo nel periodo estivo.

## Infrastrutture e trasporti

### Strade
- Strada provinciale 13/a Innesto SS 166-Capaccio-Trentinara;
- Strada provinciale 13/b Trentinara-Monteforte Cilento.
- Strada provinciale 83 Innesto SS 18 (Ogliastro Cilento)-Cicerale-bivio SP 13 (Trentinara).
- Strada provinciale 170 Innesto SP 13-Trentinara.

## Amministrazione

### Altre informazioni amministrative
Le competenze in materia di difesa del suolo sono delegate dalla Campania all'Autorità di bacino regionale Sinistra Sele.